# Orestis

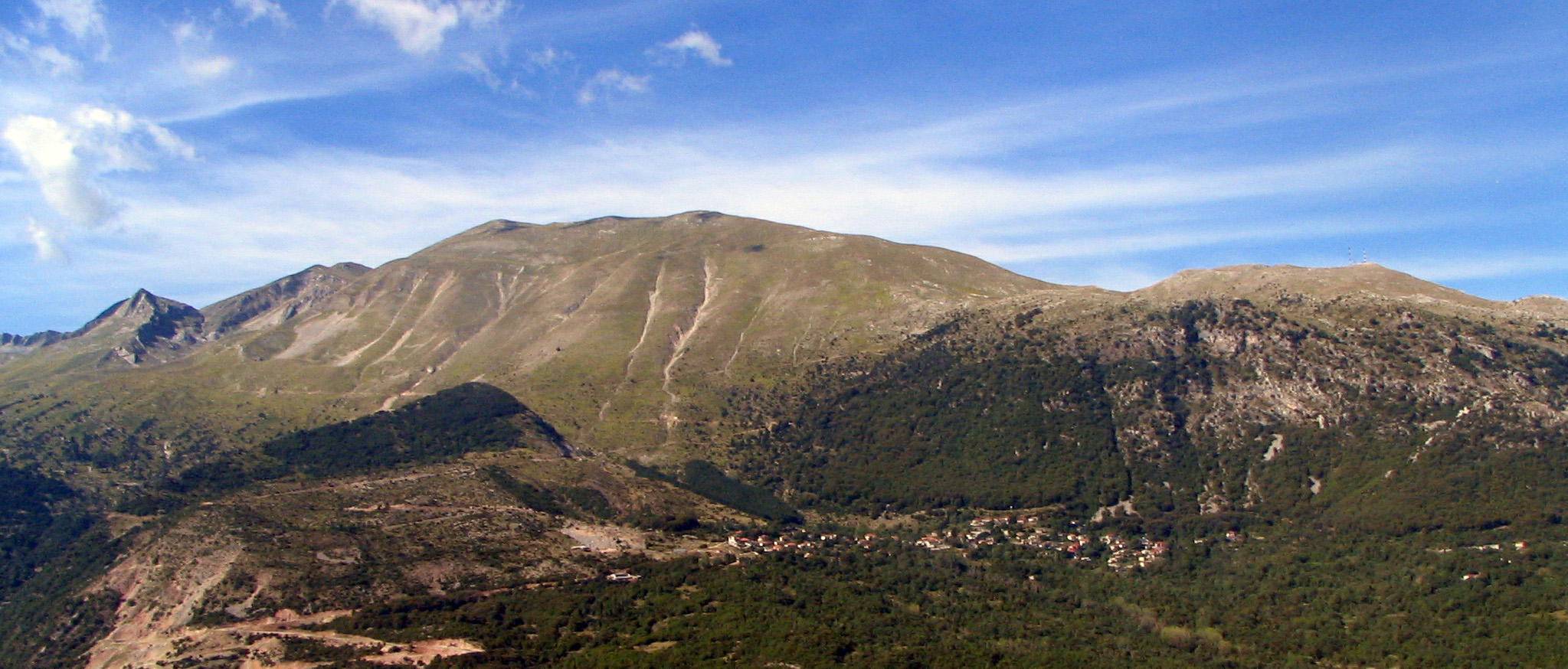
Góry Pindos

Orestis lub Orestyda (gr.: Ὀρεστίς, Orestίs) – starożytna kraina i królestwo w górnej Macedonii nad górnym odcinkiem rzeki Haliakmon, zamieszkałe przez plemię Orestów, graniczące z Tymfają na południu, Elimeją na południowym wschodzie, Eordają na północnym wschodzie oraz Linkos na północy.

## Historia
Orestowie mieli swego króla i dynastię oraz mówili zachodnim dialektem języka greckiego. Do V w. p.n.e. Orestowie znajdowali się na pasterskim etapie rozwoju społecznego. Mieszkali w czasowych obozowiskach a zmarłym nie budowali murowanych grobów. Byli politycznie związani z epirockim plemieniem Molossów, dzięki czemu mogli korzystać z ich zimowych pastwisk na nizinach nadmorskich. Jedynym znanym królem Orestis był Antioch, wzmiankowany na zachowanej fragmentarycznie inskrypcji z ok. 415 p.n.e. Inskrypcja ta, znaleziona w Atenach, zawiera tekst traktatu zawartego między trzema stronami: Atenami, Perdikkasem II Macedońskim z sojusznikami oraz Arrabajosem I z sojusznikami. Antioch znalazł się, obok Derdasa I z Elimei i nieznanego z imienia króla (Tymfai?), w gronie sojuszników króla macedońskiego.
W roku 392 p.n.e. Ilirowie dokonali zajęcia górnej Macedonii (oprócz Elimei i może Orestis) oraz królestwa Macedonii. W latach 60. IV w. p.n.e. Orestowie przyłączyli się do Molossów, sprzymierzeńców Aten. Z tego powodu nazywani byli „Orestaj Molossoj”. W późniejszym okresie Orestyda była częściowo niezależna od Macedonii. Stolicą królestwa było miasto Argos Orestyjskie, leżące nad rzeką Haliakmon. Orestis wraz z Tymfają, Elimeją, Linkos, Eordają, Pelagonią i Derriopią tworzyło starożytną górną (tj. górzystą) Macedonię. Rodzima dynastia rządziła królestwem do ok. 350 roku p.n.e., kiedy to doszło do wcielenia Orestis w granice Macedonii. Mieszkańcy mieli takie same prawa, jakie przysługiwały Macedończykom. Z tej krainy pochodzili m.in. Pauzaniasz z Orestis (zm. 336 p.n.e.), morderca króla Filipa II Macedońskiego, oraz trzej wodzowie króla Aleksandra III Macedońskiego: Perdikkas (zm. 321 p.n.e.), syn Orontesa pochodzącego z rodu królewskiego i regent Macedonii, Seleukos I Nikator, syn Antiocha i twórca państwa Seleucydów oraz Krateros, syn Aleksandra, arystokraty z Orestis.
Orestis znowu stało się niezależne w 196 roku p.n.e., kiedy to Rzymianie, po pokonaniu króla Filipa V Macedońskiego, obdarzyli jej mieszkańców wolnością w zamian za udzielone im poparcie w ostatniej wojnie przeciw Macedonii. 